# Кто остановит дождь
«Кто остановит дождь» (англ. Who'll Stop the Rain) — кинофильм режиссёра Карела Рейша, вышедший на экраны в 1978 году. Экранизация романа Роберта Стоуна «Псы-воины» (Dog Soldiers); под этим же названием фильм шёл в прокате некоторых стран. Лента участвовала в конкурсной программе Каннского кинофестиваля, а также номинировалась на премию Гильдии сценаристов США за лучшую адаптированную драму.

## Сюжет
Военный репортёр Джон Конверс, чьи идеалы и моральное состояние подорваны ужасами, которые он вынужден каждодневно наблюдать во Вьетнаме, решает хотя бы заработать денег. Он берёт два килограмма героина, чтобы переправить их в США. Его бывший сослуживец Рэй Хикс, работающий матросом на грузовом корабле, нехотя соглашается помочь другу. По прибытии в Сан-Франциско Хикс, как и было договорено, является к жене Конверса Мардж, чтобы передать наркотики, однако обнаруживает, что за ним по пятам следуют какие-то подозрительные личности. Чтобы выжить, Рэй и Мардж пускаются в бега…

## В ролях
- Ник Нолти — Рэй Хикс
- Тьюсдей Уэлд — Мардж Конверс
- Майкл Мориарти — Джон Конверс
- Энтони Зербе — Антайл
- Ричард Мазур — Дэнскин
- Рэй Шарки — Смитти
- Гейл Стрикленд — Чармиан
- Чарльз Хейд — Эдди Пис

## Саундтрек
В фильме звучит известная песня группы Creedence Clearwater Revival «Who’ll Stop the Rain», которая и дала картине название, а также две другие песни этого коллектива — «Hey Tonight» и «Proud Mary». Среди других исполнителей: Дел Ривз («Philadelphia Fillies»), Джеки ДеШеннон («Put a Little Love in Your Heart»), Дон Маклин («American Pie»), Слим Уитман («I’ll Step Down»), The Spencer Davis Group («Gimme Some Lovin'»), Хэнк Сноу («The Golden Rocket»).